# Такиртон
Такирто́н (з удмуртської мови предмет, який видає звуки) — удмуртський народний музичний інструмент, схожий на тріскачку. На сьогодні використовується як дитяча іграшка.
Інструмент складається з чотирикутної дерев'яної рами з березовою пластинкою та ребристого валика і язичка. Коли раму обертали навколо своєї осі, язичок зачіпав за ребристу поверхню валика і видавав своєрідні тріскучі звуки.